# Samantha Morton
Samantha Jane Morton, (født 13. maj 1977), er en engelsk skuespiller, uddannet fra Central Junior Television Workshop, London.
Morton spiller rollen som Agatha af Minority Report.